# Kolumbianische Kunst
Die Kolumbianische Kunst umfasst eine große Vielfalt an Stilen und Medien und reicht bis zu 3500 Jahren zurück. Heute übt die indigene präkolumbische Kunst wieder einen großen Einfluss auf die zeitgenössische Kunst auf. Dies gilt sowohl für die Materialien (Keramik, Stein, Gold, Textil) als auch für die verwendete Symbolik. Während der spanischen Kolonialzeit entstand eine überwiegend religiöse Kunst, die europäische mit lokalen Stilen vermischte. Nach einem epigonalen 19. und frühen 20. Jahrhundert entstanden nach 1940 durch die Synthese lokaler Motive und globaler Stilrichtungen eine oft expressive, starkfarbige Malerei und eine Skulpturkunst, die die Symbole kultureller Identität betonen. Viele bekannte kolumbianische Künstler wie auch anonyme Straßenmaler haben sich mit Themen wie Gewalt, Ungleichheit und der Geschichte des Landes auseinandergesetzt.
Zu den bekanntesten modernen Künstlern Kolumbiens zählen Fernando Botero, Enrique Grau und Alejandro Obregón.

## Präkolumbische Kunst

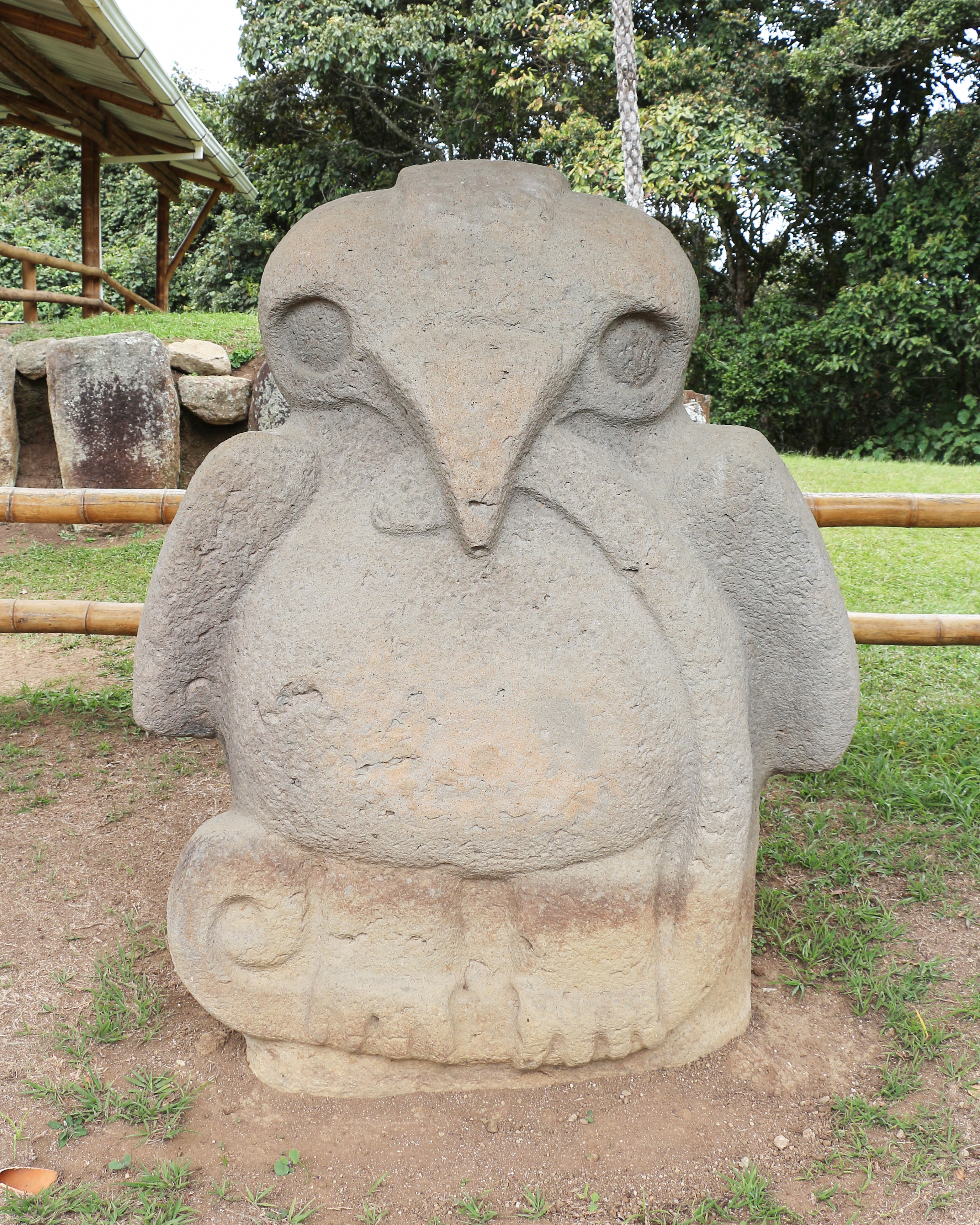
Adler mit Schlange aus vulkanischem Gestein, Höhe 160 cm, Archäologischer Park San Agustín

In Kolumbien entstand bereits vor weit über 5000 Jahren fasergehärtete Keramik. Die schamanistische Tumaco-La-Tolita-Kultur brachte anthropomorphe Figuren, Tiergestalten und Mischwesen mit teils grotesken Merkmalen hervor. Ein häufiges Motiv war der Jaguarmensch. Die anthropomorphe Keramik der Piartal- und Capulí-Kulturen (ca. 500–1500 n. Chr.) wurde unter anderem bei Begräbnisritualen verwendet. Im Süden des Landes findet sich auch Inka-Keramik mit geometrischen Mustern.

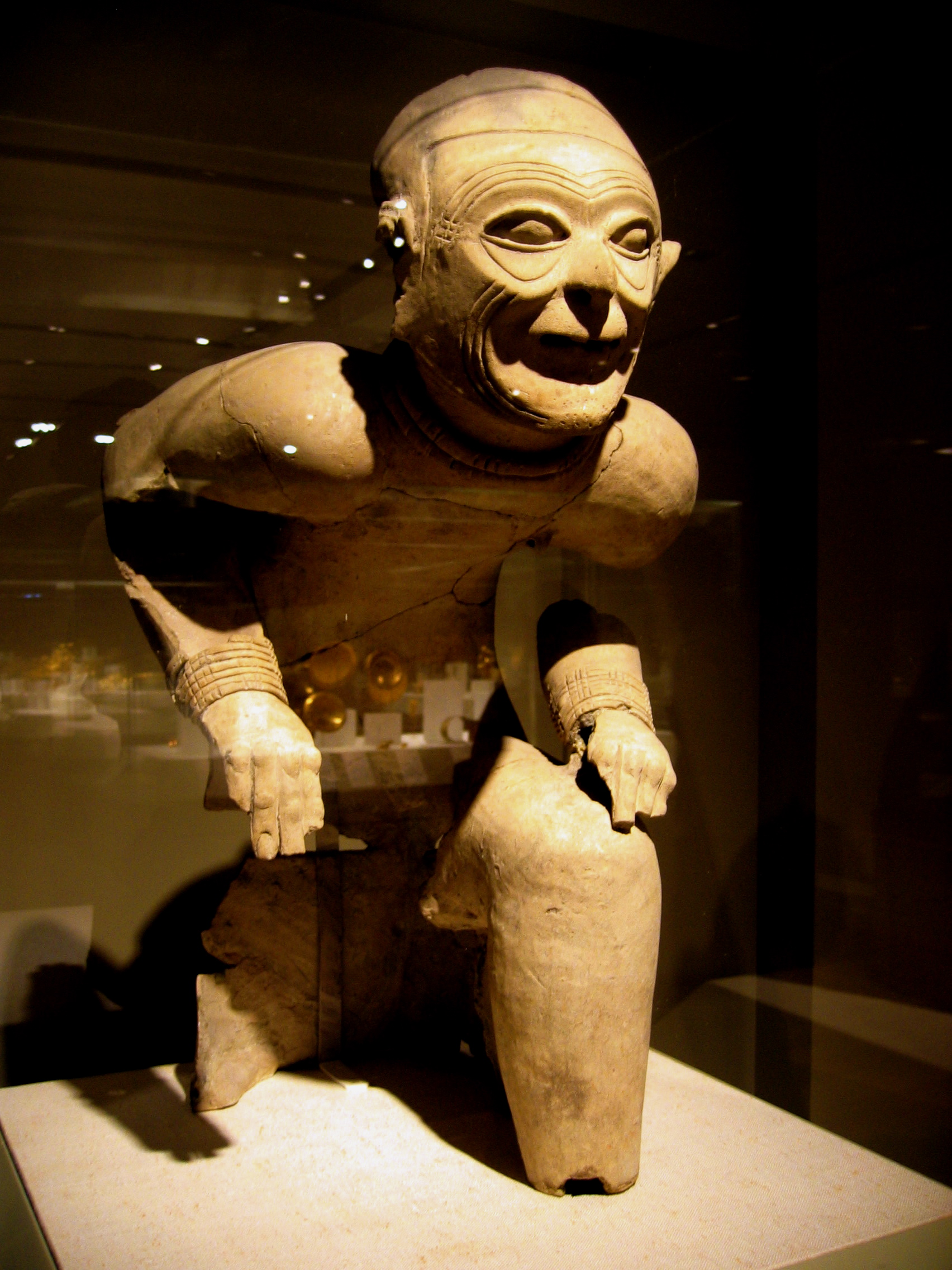
Keramikfigur von La Tolita, zwischen 1. Jh. v. Chr. und 1. Jh. n. Chr.

Im Landesinnern entwickelte sich an einem bevölkerungsreichen Kreuzungspunkt von Handelswegen etwa seit 500 v. Chr. die San-Agustín-Kultur. Sie brachte in ihrer Blütezeit große Steinkammergräber, monolithische Sarkophage und bis zu fünf Meter hohe Steinskulpturen mit Tier- und Maskenarstellungen von Göttern, Schamanen und Kriegern hervor, die sich an Zeremonienorten befanden.
Zu den frühen künstlerischen Meisterwerken auf dem Gebiet des heutigen Kolumbiens gehören feine Goldschmiedearbeiten wie die anthropomorphen Hohlgussskulpturen aus einer Gold-Kupfer-Legierung (teils auch mit Silber) der dörflichen Quimbaya-Kultur, die bis zu ihrer Auslöschung durch die Spanier fast 2000 Jahre existierte, sowie der Tairona in der Sierra Nevada de Santa Marta, die Werke mit kurvilinearen Mustern und teils höherem Abstraktionsgrad schufen.<{ref> Die Künstler nutzten dabei verlorene Formen aus Ton, Wachs und Kohlenstaub sowie Oxidationstechniken, um unterschiedliche Oberflächeneffekte zu erzielen. Viele dieser Kunstwerke gingen durch Einschmelzen verloren.

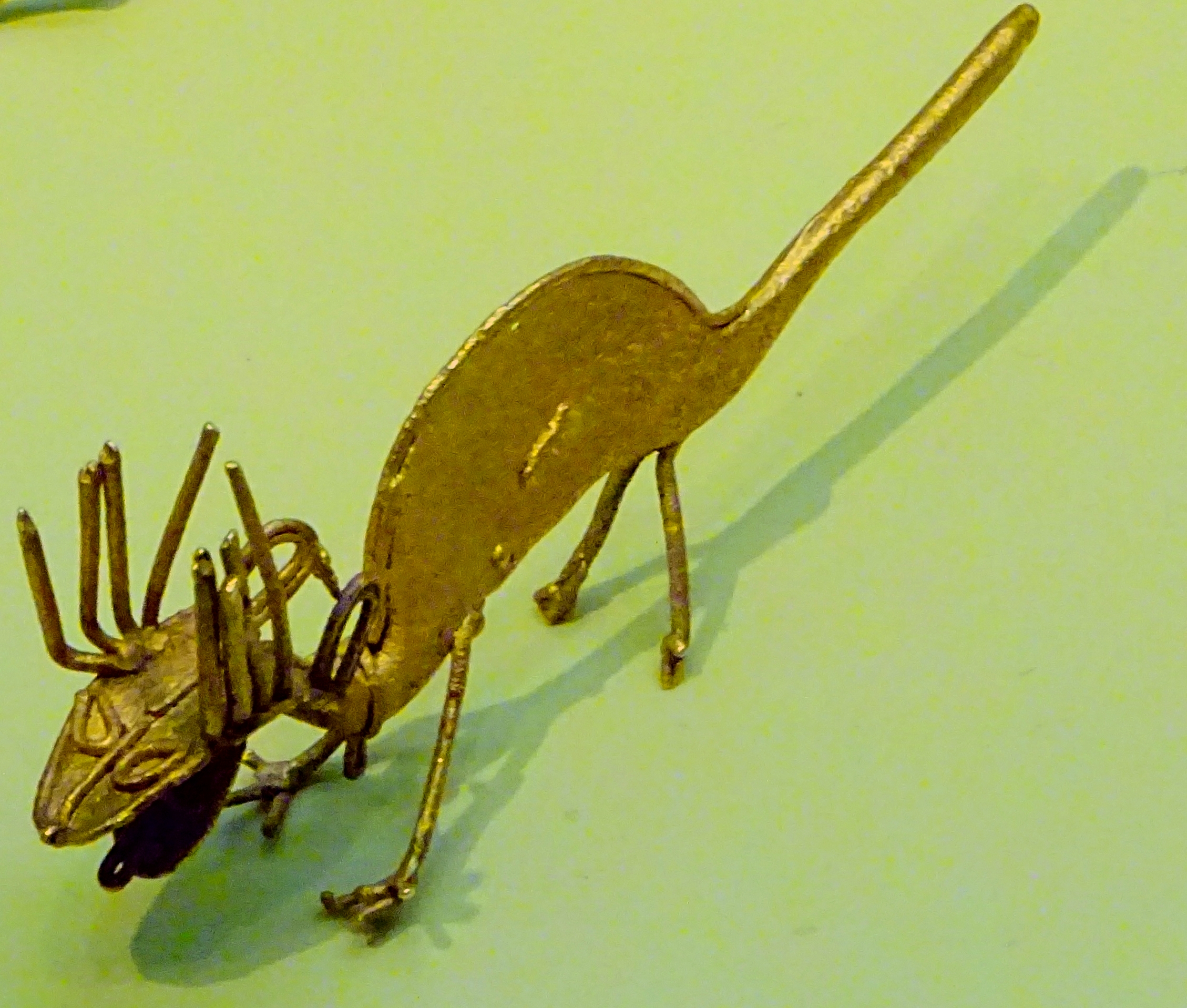
Zoomorphe Votivfigur (tunjo) der Muisca im Museo del Oro

Das 1939 gegründete Museo del Oro in Bogotá zeigt eine Sammlung von 34.000 Goldartefakten, darunter ein Poporo der Quimbaya, ein abstrakt-minimalistischer Behälter zur Aufbewahrung von Muschelkalk, der beim Kauen von Kokablättern verwendet wurde, ferner den Pez alado, einen eleganten Fliegenden Fisch aus Gold, und das filigrane Goldfloß von Eldorado, ein Kunstwerk der seit etwa 800 n. Chr. blühenden Muisca-Kultur des zentralen Hochlands der östlichen Kordillerenkette. Die Kultur der Muisca ist für zoomorphe goldene, silberne oder Keramikfiguren wie Frösche, Schlangen und Seeschnecken bekannt, welche auf die Handelsbeziehungen zur Karibikküste verweisen und sich deutlich von denen der Quimbaya unterscheiden.

## Kolonialkunst
Kolumbien gehörte nach der spanischen Eroberung zunächst zum Vizekönigreich Peru. Seine Städte standen im Schatten der Hauptstadt des Vizekönigreichs Lima, über die allein auf dem Seeweg der Zugang zur Pazifikküste möglich war. Die Kirchenarchitektur der Renaissance und die manieristische Andachtsmalerei der Kolonialzeit – vor allem der Karibikküste – spiegeln dennoch früh den Machtanspruch der Katholischen Kirche und der spanischen Kolonialaristokratie, die sich ihre eigenen Kirchen errichteten. Sakrale Kunstwerke wurden zunächst weitgehend aus Spanien importiert, lokale Holzkünstler wurden als Handwerker betrachtet. Bald setzte jedoch eine lokale Kunstproduktion ein. Beispiele sind das Gnadenbild der Jungfrau von Chiquinquirá (1562), das von dem Sevilla geborenen Alonso de Narváez auf von Indios gewebte Baumwolle gemalt wurde, und die Wand- und Deckengemälde in den Kirchen des 16. Jahrhunderts.

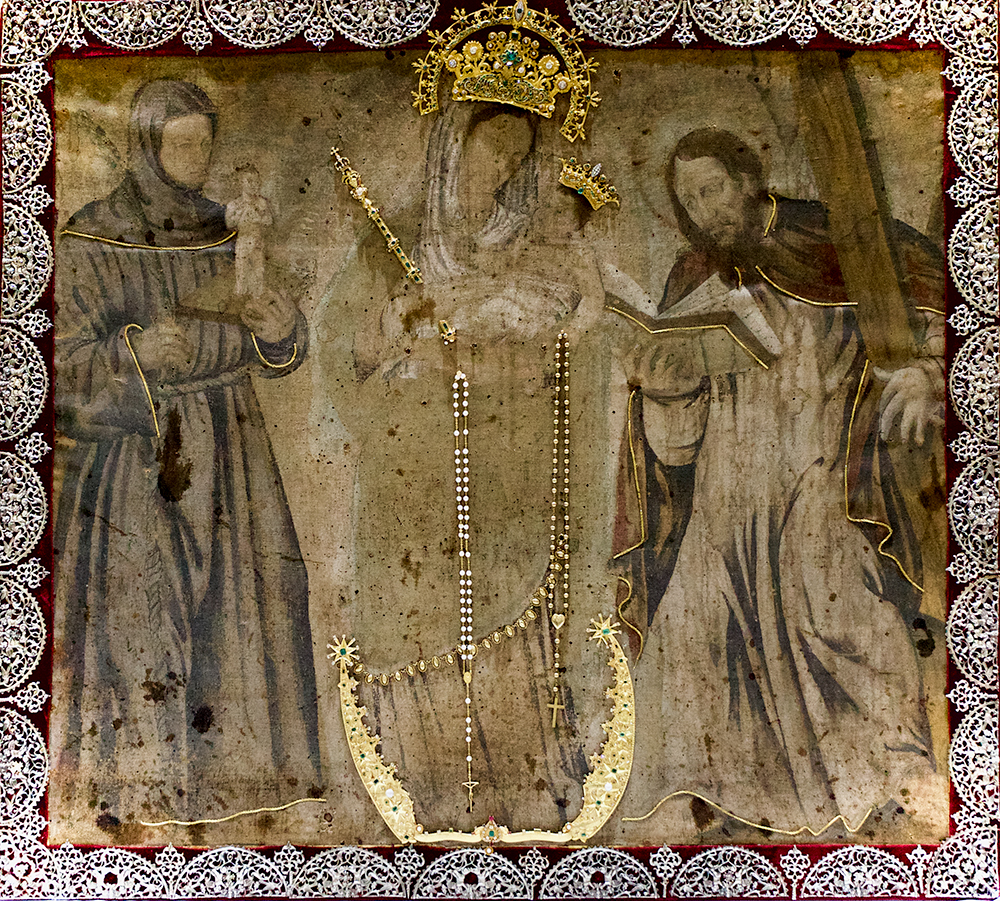
Jungfrau von Chiquinquirá mit den Heiligen Antonius von Padua (rechts) und Andreas

In Bogotá entstand um 1560 die Franziskanerkirche San Francisco mit einem reich mit Gold und Mudéjar-Ornamenten geschmückten Presbyterium. Nach einem Erdbeben wurde sie Ende des 18. Jahrhunderts umgestaltet. Zu den bedeutenden Jesuitenklöstern und-kirchen gehört San Pedro Claver in Cartagena. Von 1577 bis 1612 wurde ebenfalls in Cartagena die Kathedrale Santa Catalina de Alejandria errichtet, einer der ältesten Bischofssitze in Amerika.
Die Malerei der kolumbianischen Barock wurde stark von Francisco de Zurbarán und seiner asketischen Strenge beeinflusst. Eine Synthese des spanischen Barock mit indigenen Motiven und Formen erreichte Baltasar de Figueroa der Ältere (1629–1667), der eine Schule begründete. Als wichtigster Maler der kolumbianischen Barock gilt Gregorio Vasquez de Arce y Ceballos (1638–1711), der innovative Lösungen zur Visualisierung schwer verständlicher theologischer Konstrukte fand. So gestaltete er die Trinität als eine Figur mit vier Augen und drei Gesichtern.

Heilige Dreifaltigkeit von Gregorio Vásquez de Arce y Ceballos. Öl auf Leinwand, 62 × 44 cm

Die Herauslösung des Vizekönigreichs Neugranada (1717–1819), das außer Kolumbien auch Venezuela, Ecuador und Panama umfasste, aus dem Vizekönigreich Peru brachte zunächst Cartagena de Indias an der Karibikküste und später dem bis dahin abgelegenen Bogotá im Andenhochland den Hauptstadtstatus. Diese Verlagerung führte zu einem Aufschwung vor allem der Kirchenbautätigkeit. Zugleich zeigten sich in der Kunst erste Einflüsse der Herrschaft der Bourbonen in Spanien sowie der europäischen Aufklärung. Zwischen Spätbarock und Neoklassizismus steht die um 1810 fertiggestellte Catedral primada von Bogotá. Am neuen Hof in Bogotá entstand ein Markt für aristokratische Porträtmalerei mit überwiegend starren und zeremoniellen Formen, zu deren Vertretern unter anderem der Rokoko-Maler Joaquín Gutiérrez (tätig nach 1750) gehörte. Die religiöse Malerei verharrte länger in der konservativen barocken Ikonographie mit ihrem dramatischen Schattenwurf.

## Die ersten 100 Jahre der Republik: Akademismus, Neoklassizismus, Historismus
Nach der Unabhängigkeit wurde die Tradition der Porträtmalerei von historischen Figuren und Notablen fortgesetzt. Ein repräsentativer Porträtmaler der Republik war Ricardo Acevedo Bernal (1867–1930), der die Gemäldegalerie des Nationalmuseums in Bogotá begründete. Zwar dominierte der Akademismus, doch wurde der Stil des bürgerlichen Porträts und der religiösen Malerei mit der Zeit volkstümlicher, ja primitiver und emotionaler, wofür die religiös inspirierte Malerin Mercedes Delgado Mallarino (1866–1948) steht.
Die sakrale Architektur verlor seit der Unabhängigkeit an Bedeutung und verharrte im Neoklassizismus mit spätbarocken Ornamenten. Das Gleiche galt für öffentliche Denkmäler, mit der die herrschende Oligarchie ihre Heroen und Notablen ehrte. Seit etwa 1875 folgten neugotische Bauten wie die Basilika Unserer Lieben Frau von Lourdes in Bogotá oder die riesige Kathedrale Nuestra Señora del Rosario in Manizales (1927) mit dem mit 106 Metern höchsten Kirchturm Kolumbiens. Die neuromanische Catedral Metropolitana de Medellín (1931) ist der größte Lehmziegelbau der Welt.

## Das moderne Kolumbien

### 1930–1950: Revolutionskunst und Muralismo
Seit den 1930er Jahren öffnete sich das Land, das durch den Kaffeeexport reich geworden war, aber zunehmend unter sozialen Spannungen litt, für internationale Einflüsse. Dazu trug eine liberale Regierung bei, die die Modernisierung und Industrialisierung des Landes förderte. Der Indigenismo, der in anderen lateinamerikanischen Ländern eine große Rolle spielt, traf in Kolumbien erst mit längerer Verzögerung ein. Auch sozialistische und nationalistische Strömungen gewannen nach dem Bananenmassaker 1928 an streikenden Arbeitern der United Fruit Company in Kunst und Literatur an Einfluss. Zu der nationalistischen Literatengruppe Los Bachués, die sich vehement vom Angloamerikanismus abgrenzte und verstärkt am Indigenismo und Costumbrismo orientierte, gehörten auch bildende Künstler wie die Bildhauer José Domingo Rodríguez (1895–1968), der durch seine blockhaften Bronzeskulpturen bekannt wurde, und Hena Rodríguez (1915–1997).
Großen Einfluss gewann die mexikanische Revolutionskunst, insbesondere der Muralismo. Dieser wurde als massenpädagogisches Instrument von der liberalen Regierung unter Präsident Alfonso López Pumarejo unterstützt. Auch die Architektur erfuhr im Zeichen der Neuen Sachlichkeit einen Aufschwung. Berühmt wurde der Plan für den Campus der Universidad Nacional de Colombia durch den deutschen Emigranten Leopold Rother.
Zur ersten Generation der kolumbianischen Muralistas zählt der Ingenieur, Maler und Bildhauer Pedro Nel Gómez (1899–1984), der den Palacio municipal, die Metrostation San Antonio und die Bergbaufakultät der Universität in Medellín ausmalte und die Escuela de Bellas Artes der Stadt leitete. Politisch anstößig war sein Werk häufig. Der an der Chicago Academy of Fine Arts ausgebildete Schüler von Frank Lloyd Wright und Sohn von Mercedes Delgado Mallarino, Santiago Martínez Delgado (1906–1954), malte seine ersten Wandbilder in den USA. Berühmt wurde er durch das mural über die Gründung der Republik im elliptischen Salon des kolumbianischen Kongressgebäudes. Auch war er als Buchillustrator erfolgreich.

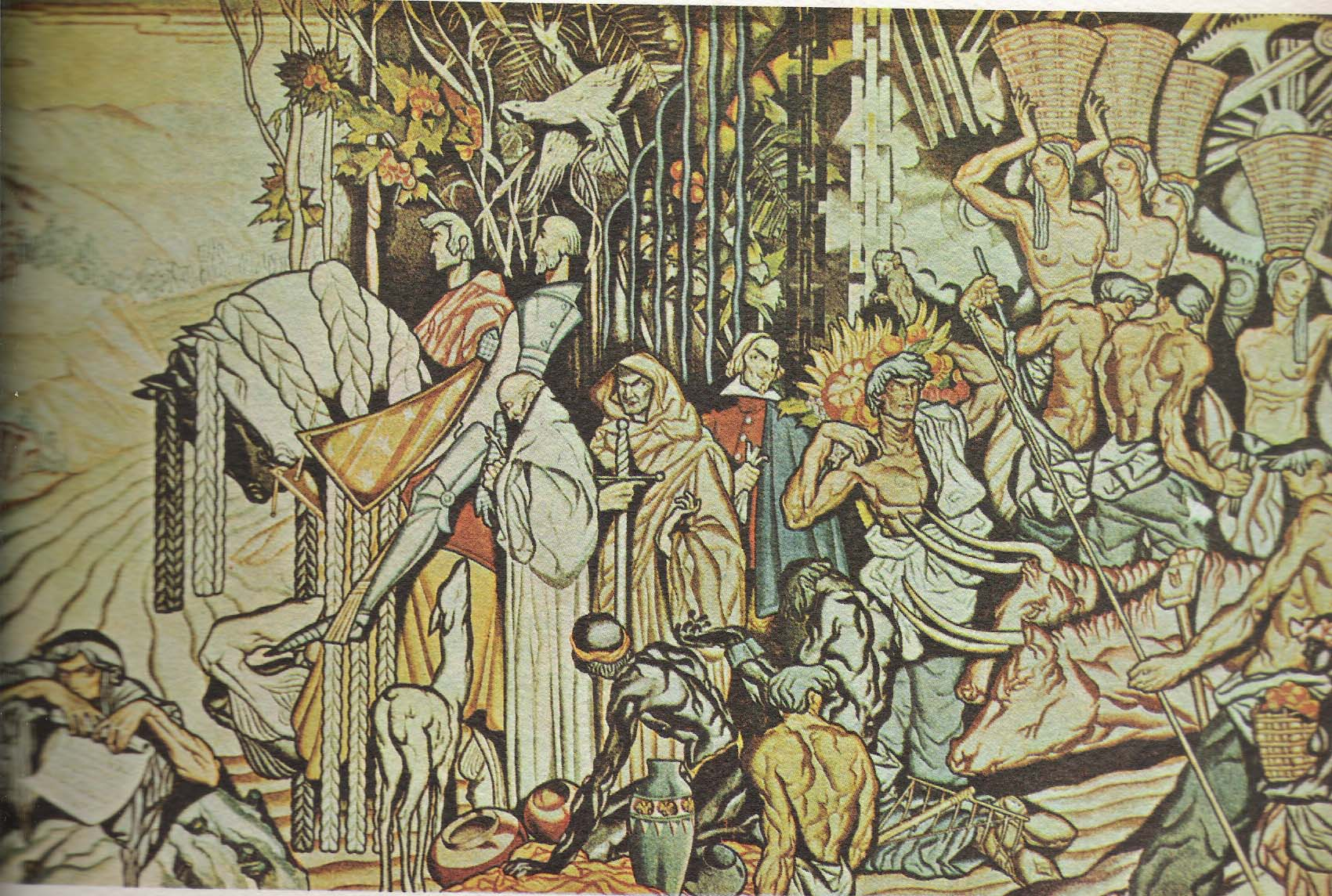
Santiago Martínez Delgado: Wandbild Columbian Evolution im Art-déco-Stil, Weltausstellung Chicago 1933

Eine Schülerin von Nel Gómez war die Malerin und Keramikerin Débora Arango (1907–2005), die in den 1930er und 1940er Jahren soziale Missstände mit ihrem Werk kritisierte mit politischen Wandgemälden, die von den mexikanischen Muralistas beeinflusst waren. Ihre skandalträchtigen großen nackten weiblichen, indigen anmutende Figuren wurden von den Konservativen heftig bekämpft. Im Kampf gegen die Diktatur engagierte sich später auch der mit ihr befreundete Maler, Grafiker, Karikaturist und Keramiker Carlos Correa (1912–1985), der ebenfalls ein Schüler von Nel Gómez war. Auch Luis Alberto Acuna (* 1904) war vom Indigenismo wie von den Muralistas beeinflusst. Er malte die Kirche Sagrada familia in Bucaramanga aus.
Der Einfluss des spanischen Bürgerkriegs wirkte sich polarisierend auf die kolumbianische Kunst aus. Vor allem aber der kolumbianische Bürgerkrieg (La Violencia, 1948–1953) zwischen Liberalen und Konservativen inspirierte viele Werke, die Gewalt und Hoffnungslosigkeit thematisierten. Die ultrarechte Regierung von Laureano Gómez seit 1950 bereitete den volksaufklärerischen Experimenten der Muralistas ein Ende. Dafür gewann der abstrakte Expressionismus an Bedeutung, der es den Künstlern erlaubte, ihre Aussagen zu verschlüsseln.

### 1950–1980: Abstraktion und Surrealismus

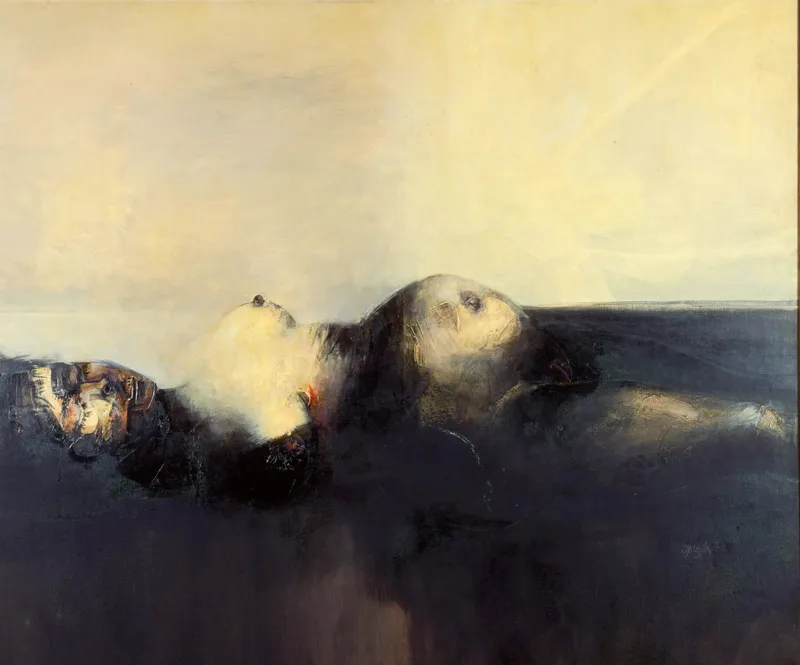
Alejandro Obregón: Violencia. Öl auf Leinwand, 155 × 188 cm, in der Sammlung der Staatsbank.

Der in Spanien geborene Alejandro Obregón (1920–1992) gilt als Vater der modernen kolumbianischen Malerei. Seine Werke vereinten abstrakte Formen mit symbolträchtigen Motiven der Natur und der politischen Unruhen des Landes (americanismo lírico). Sein graues, stilles, stummes Gemälde Violencia (1962), angeregt durch Goyas Los desastres de la guerra, reflektiert die Schrecken des Bürgerkriegs und wurde zu einem Schlüsselwerk der neueren kolumbianischen Kunst.
Fernando Botero (1932–2023), ein ausgebildeter Stierkämpfer, wurde bekannt durch seine weichen, runden, voluminösen Figuren. Er pflegte ab den 1950er Jahren diesen unverwechselbaren Stil, der als Boterismo bezeichnet wird. Seine Gemälde und Skulpturen kombinieren die humorvolle Übertreibung kleinbürgerlicher Alltagsszenen, Rituale und Tanzveranstaltungen mit subtiler Gesellschaftskritik. Boteros Erfolg internationalisierte die kolumbianische Kunst und machte sie weltweit sichtbar.
Die surrealistischen Gemälde von Lucy Tejada Saenz (1920–2011) waren von Frauen, Kindern und dunklen Augen bevölkert. Obregón nannte sie die „Malerin der Zärtlichkeit“.

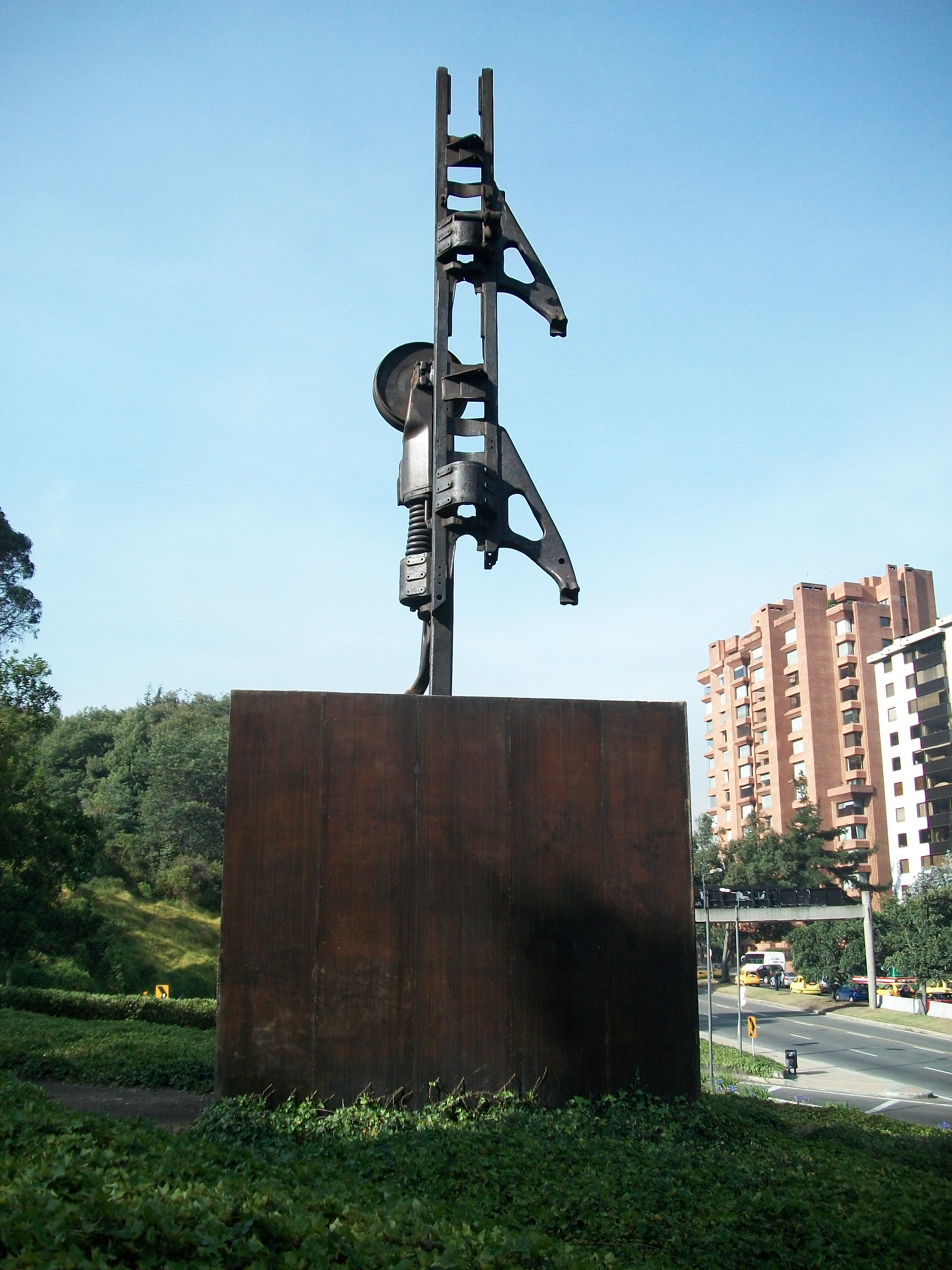
Feliza Bursztyn: Homenaje a Gandhi (1971) in Bogotá

Künstler wie Eduardo Ramírez Villamizar (1922–2004) und Edgar Negret (1920–2012) wandten sich der geometrischen Abstraktion zu. Villamizar, ursprünglich Maler, wechselte zur Skulptur und schuf Werke, die präkolumbische Formen mit minimalistischer Ästhetik verschmolzen. Negret experimentierte mit industriellen Materialien wie Metall und entwickelte eine Sprache der Abstraktion, die Technik und Poesie vereint. Er war mit 7 Skulpturen auf der 4. documenta 1968 vertreten. Auch Feliza Bursztyn (1933–1982) erstellte ihre Skulpturen in den 1960er Jahren aus Schrott. Wegen einer Reise nach Kuba musste sie nach Mexiko emigrieren und lebte später in Paris.
Die Werke von David Manzur (* 1929) sind von der italienischen Renaissance und der barocken Kolonialkunst Kolumbiens, aber auch vom Konstruktivismus und von den US-amerikanischen Trompe-l’œil-Künstlern William Harnett und John Frederick Peto beeinflusst. Seine archetypischen Figuren versetzt er in die Jetztzeit.
Die in Argentinien geborene Kunsthistorikerin und -kritikerin Marta Traba (1930–1983) spielte eine zentrale Rolle bei der Förderung moderner Strömungen in den 1950er und 1960er Jahren. Durch ihre Schriften und die Mitwirkung am Salón Nacional de Artistas etablierte sie Plattformen für zeitgenössische Künstler. Der Salon, der die Werke von Botero, Obregón und anderen präsentierte, wurde zum „Thermometer der kolumbianischen Kunst“ und förderte den Dialog zwischen Tradition und Avantgarde. Gleichzeitig entstanden Institutionen wie das Museo de Arte Moderno de Bogotá (MAMBO, 1955).
In den 1960er und 70er Jahren reagierten viele kolumbianische Künstler auf die erneut eskalierenden Konflikte und Ungleichheiten im Land. Enrique Grau (1920–2004), ein Schüler vor George Grosz in New York, orientierte sich am sozialkritischen Expressionismus. Nach einer kubistischen Phase wandte er sich einem realistischen, teils surrealistisch-phantastischen Stil zu. Bekannt für seine Porträts afrokolumbianischer Gemeinden, setzte er sich für die Sichtbarkeit marginalisierter Gruppen ein. Seine Werke repräsentieren die kulturelle Diversität Kolumbiens.

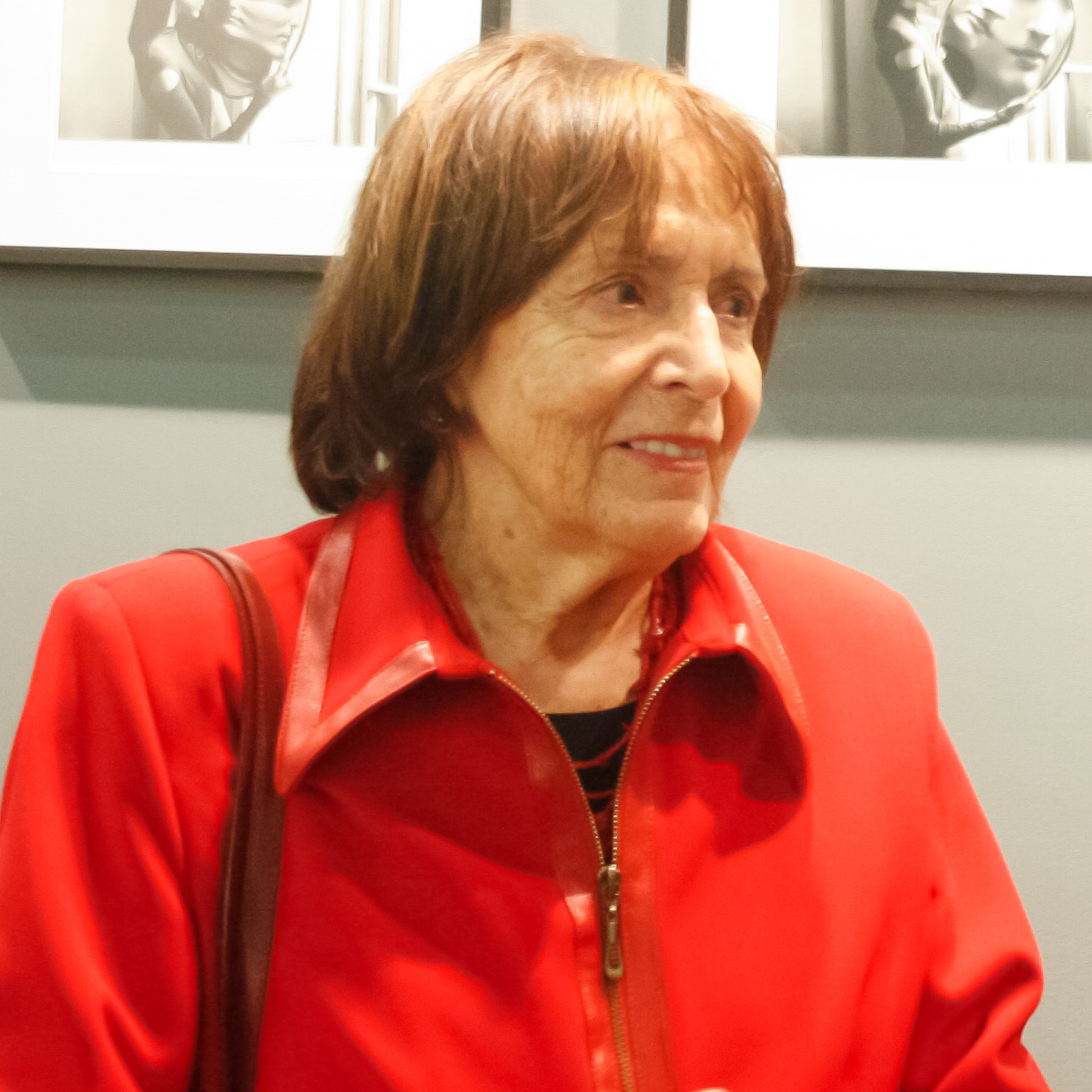
Beatriz González (2015)

Auch in den Bildern von Beatriz González (* 1932) spiegeln sich die sozialen Konflikte des Landes. Ihr gelang es, die Schranke zwischen klassischer Malerei und Popkultur zu durchbrechen, doch im Unterschied zur angelsächsischen Pop-Art zeigt sie nicht die Allgegenwart des Konsumismus, sondern hinterfragt die Zeichen der Unterentwicklung. Sie stellte auf der documenta 14 und im KW Institut in Berlin aus.

### 1980–2000: Indigenismo und Pop-Art
Im letzten Drittel des 20. Jahrhunderts prägte Rogelio Salmona (1927–2007), ein Mitarbeiter Le Corbusiers, wichtige Gebäude der kolumbianischen Großstädte, die zuvor durch das Wuchern gesichtsloser Zweckbauten und Slums geprägt waren, mit künstlerischem Anspruch. Dabei griff er auf Backstein als Material und manchmal auf die schlichten prismatischen Formen der Mudéjar-Kastelle zurück, z. B. beim Neubau des Museo de Arte Moderno Bogotá (1985), das sich unter der langjährigen Leitung von Gloria Zea († 2019) zu einem international beachteten Haus entwickelte, oder beim Kulturzentrum von Cali (1990). Simón Vélez (* 1949) spezialisierte sich seit den 1980er Jahren auf Bambus als Baustoff.

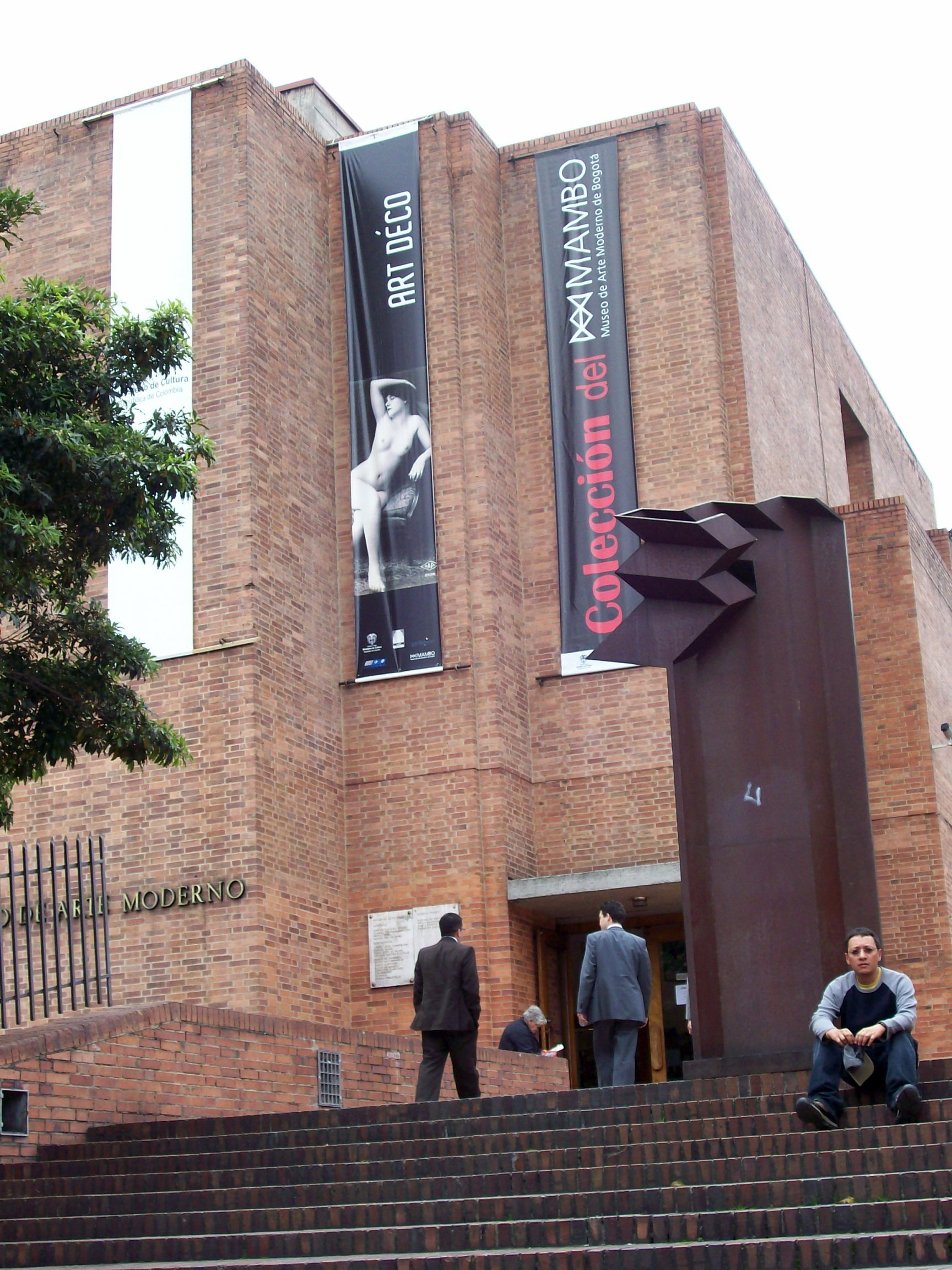
Rogelio Salmona: Museo de Arte Moderno, Bogotá

Olga de Amaral (* 1932), Malerin und weltweit bekannte Textilkünstlerin arbeite mit indigenen textilen Materialien. Während Doris Salcedo (* 1958) ihre Plastiken und Installationen auf den sozialkritischen Traditionen ihrer Vorgänger aufbaute und Beatriz González (* 1938) gesellschaftliche Konflikte und randständige Gruppen in den Mittelpunkt ihres Werkes stellte (sie war auf der documenta 14 vertreten), näherten sich seit den 1980er Jahren viele kolumbianische Künstler dem internationalen Mainstream an und waren verstärkt im globalen Kunsthandel präsent.
Ana Mercedes Hoyos (1942–2014) war eine Vertreterin der figürlichen wie der abstrakten Pop-Art. Auf optischen Effekten baut auch das Werk von Duvan López (* 1954) auf. Für Mario Volpe (1936–2013), Sohn italienischer Emigranten, stellen (meist) leuchtende Farben das wichtigste Gestaltungselement seiner geometrischen und abstrakten Bilder dar. Farbe ist auch das wichtigste Element der abstrakten Bilder von Ana Maria Botero (* 1967).
Unter den modernen Bildhauern sticht Rodrigo Arenas Betancourt (1919–1995) hervor. Sein Monumento a la raza in Medellín (1988) ist eine monumentale Hommage an die multiethnische und multikulturelle Geschichte des Departamento de Antioquia.

### Gegenwart: Globalisierung und Gewalt
Saúl Balagura (* 1943), Mediziner, expressionistischer Maler und Lyriker, Sohn rumänischer Emigranten, wurde durch eine Bilder und Gedichte über den Holocaust im Holocaust Museum Houston bekannt. Auch die Gewalt in Kolumbien wird heute immer wieder thematisiert. Die Bildhauerin und Ärztin Libia Poscada (* 1939) verdeutlicht die Gewalt in Kolumbien durch multimediale Körperbilder. Auch für die Videokünstlerin Clemencia Echeverri (* 1950) ist die Gewalt das beherrschende Thema. Juan Carlos Ibañez Torres (* 1963), der sowohl figürlich als auch abstrakt-expressionistisch malt, erinnert mit seinem Werk Guernica colombiano an das Massaker von El Salado im Jahr 2000. Die Bilder von Fernando Arias (* 1963) thematisieren in provokanter Weise die Machtverhältnisse in Kolumbien im Zusammenhang mit Körper, Geschlecht und Sexualität. Die Körperkünstlerin Nadia Granados (* 1978) nutzt Multimedia für ihre Kritik an Machismo und Gewalt gegen Frauen. María Fernanda Cardoso (* 1963) ist eine Installationskünstlerin, die mir vorgefundenem Material Knochen und Müll, aber auch mit toten (Tanzende Frösche 1990) und lebenden Tieren (Flohzirkus-Video 1998) arbeitet. Sie lebt seit 1997 in Australien. Alltagsszenen in expressionistischer Farb- und Formgebung – oft mit Musikern und Künstlern – sowie murales gestaltet der in Medellín lebende José Javier Mejia Palacio (* 1964).

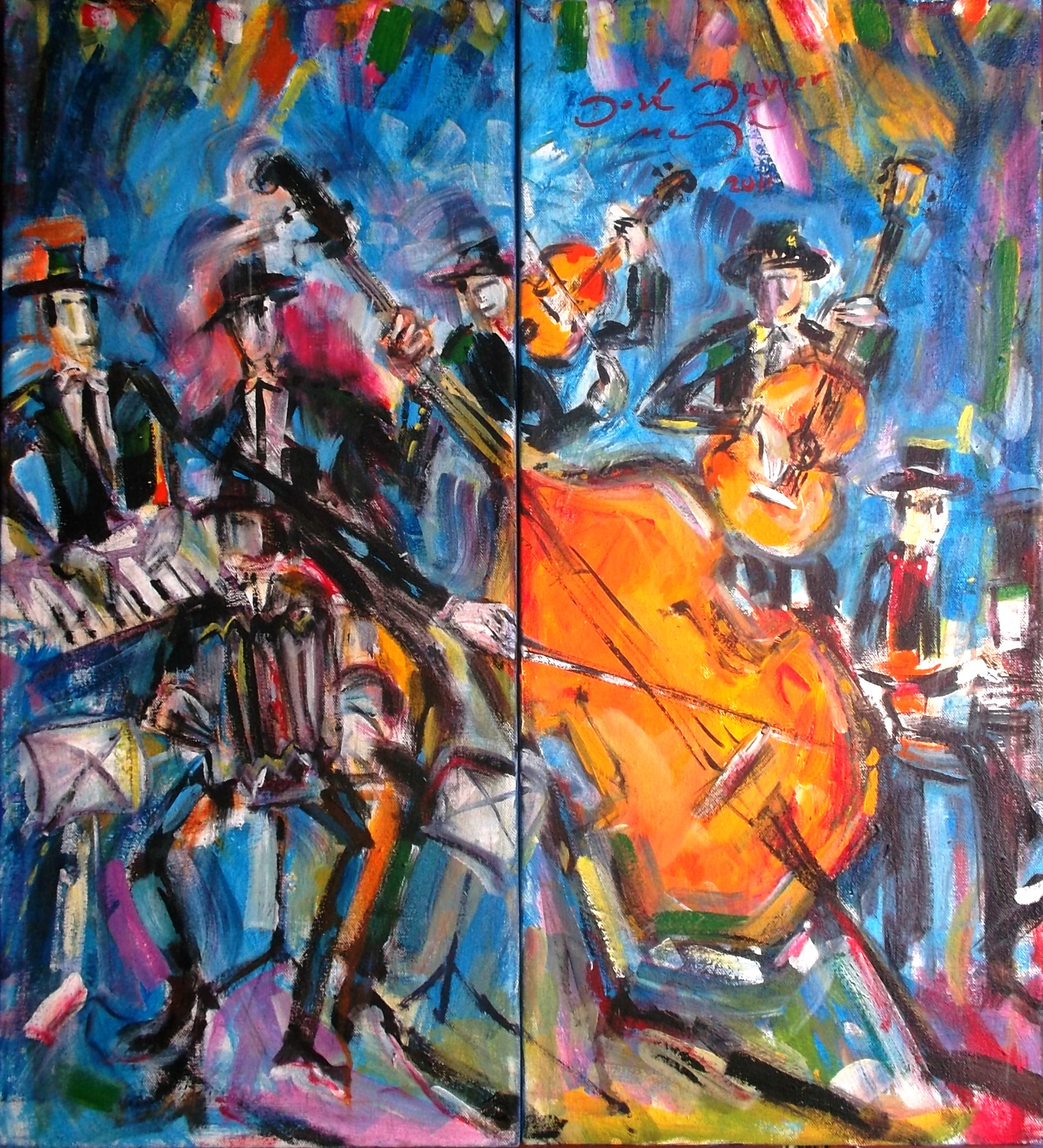
José Palacio: Tangokapelle

Oscar Murillo (* 1986) lebt seit seiner Jugend in London. Seine Bildern, Skulpturen, Installationen, Videos und partizipative Projekte vereinen verschiedene Bildsprachen und sind offen für den interkulturellen Dialog und kollektive Aktionen. Zugleich reflektiert Murillo die soziale Ungleichheit, die rapide Urbanisierung, die weltweite Migration und die Vereinzelung des Individuums als Folgen der Globalisierung. 2017 stellte er im Haus der Kunst München aus. 2018 erhielt er den Turner Prize. 2024 war er auf der Biennale Abu Dhabi vertreten.
Auf der documenta fifteen präsentierte sich die Kulturstiftung Más Arte más Acción, die Künstler und Kollektive einlädt, sich mit partizipativen Aktionen mit den ökologischen Auswirkungen der Globalisierung und für Biodiversität einsetzt.
Digitale Plattformen werden immer wichtiger für die internationale Distribution kolumbianischer Kunst. Aber auch die Streetart, die während der Zeit des bewaffneten Konflikts in den 1970er Jahren als Ventil diente, um politische Botschaften des Protests und der Solidarität zu vermitteln, erlebte seit 2013 einen erneuten Aufschwung als Form des Protests gegen die Verfolgung von Straßenkünstlern und die Polizeigewalt. Graffitis sind nunmehr legalisiert.